# Idioma wulguru

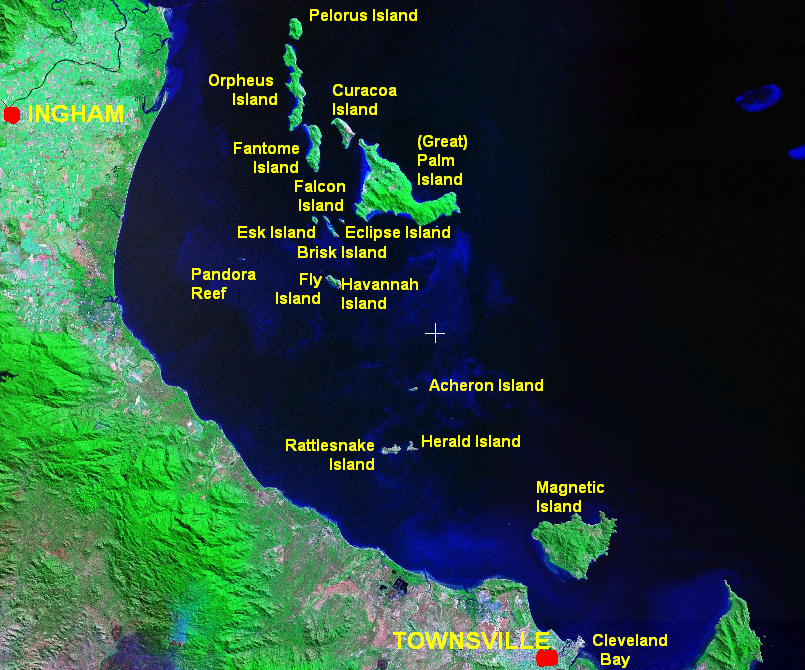
Palm Island y Townsville

Wulguru, o manbara, también llamado manbarra, es una lengua aborigen australiana, ahora extinta, que fue hablada por la gente wulgurukaba (o manbarra) en el área alrededor de la actual Townsville , Queensland, en la costa este de Australia. La gama de dialectos wulguru que se sabe que ha existido en el área incluye dos variedades mencionadas de isla de Palm, dos del área de Cleveland Bay y varios dialectos de Townsville.

## Clasificación
Wulguru parece ser un idioma Pama-Nyungan que era típico del tipo que se encuentra en la costa este de Australia. El wulguru dejó de hablarse antes de que se documentara adecuadamente y, como resultado, gran parte de lo que los lingüistas saben del idioma es fragmentario.
Los posibles nombres de dialectos incluyen Mulgu, Buluguyban, Wulgurukaba, Coonambella, Nhawalgaba.

## Phonology
|             | Periferal | Periferal | Laminal | Laminal  | Apical |
| Labial      | Velar     | Palatal   | Dental  | Alveolar |        |
| ----------- | --------- | --------- | ------- | -------- | ------ |
| Oclusiva    | p         | k         | c       | t̪        | t      |
| Nasal       | m         | ŋ         | ɲ       | n̪        | n      |
| Lateral     |           |           |         |          | l      |
| Vibrante    |           |           |         |          | r      |
| Aproximante | w         | w         | j       |          | ɹ      |

Wulguru tiene tres vocales; /i/, /u/, and /a/. Existen distinciones de longitud para todas las vocales.